# Великопольське повстання 1846 року
Великопольське повстання 1846 року — повстання, що відбулося в м. Познань і околичному с. Гурчин (зараз дільниця м. Познань), проти пруського панування. Мало на меті не відбудову шляхетської Речі Посполитої, а утворення нової польської держави.
У 1846 р. група змовників планувала одночасне підняття повстання в усіх трьох польських окупованих територіях, але ці плани були викриті, а керівники, в ніч з 21 на 22 лютого 1846 р., були заарештовані. Проте 4 березня дійшло до сутичок. Відділ під керівництвом лісника Тромпчинського мав заатакувати цитадель і звільнити керівників. Проте повстанці були затримані урядовими силами.
Інша частина повстанців — косинери, під командою М. Палача — захопила с. Гурчин і чекала сигналу до атаки. Вони були заарештовані прускими військами.